# هوا فطیح
هوا فطیح (عربی: هوا فطیح، آوانگاری: Hawā Fṭiyaḥ) یک غار بزرگ کارستی است که در ناحیه برقه در شمال شرقی لیبی واقع شده‌است. این مکان برای تحقیق در مورد تاریخ باستان‌شناسی آفریقا و پیش از تاریخ بشری که از نظر آناتومی امروزی است، اهمیت دارد زیرا در دوران پارینه‌سنگی میانی و زبرین، میان سنگی و نوسنگی محل سکونت آدمیان بوده‌است. شواهد حضور انسان مدرن در غار به ۲۰۰۰۰۰ سال قبل برمی گردد.